# Satz von Picard-Lindelöf
Der Satz von Picard-Lindelöf ist in der Mathematik, neben dem Satz von Peano, ein grundlegender Satz der Theorie über die Existenz von Lösungen gewöhnlicher Differentialgleichungen. Er wurde erstmals 1890 von Ernst Leonard Lindelöf in einem Artikel zur Lösbarkeit von Differentialgleichungen aufgestellt. Um die gleiche Zeit beschäftigte sich auch Émile Picard mit der schrittweisen Approximation von Lösungen. Diese Picarditeration, eine Fixpunktiteration im Sinne des Fixpunktsatzes von Banach, ist der Kern moderner Beweise dieses Satzes.
Er wird auch als Satz von Cauchy-Lipschitz bezeichnet (nach Augustin-Louis Cauchy und Rudolf Lipschitz) oder als Existenzsatz von Picard.
Ähnlich wie im Satz von Peano wird auch dieser Satz in mehreren, aufeinander aufbauenden Versionen formuliert und bewiesen.
1. Die lokale Version besagt, dass jedes Anfangswertproblem zu einer Differentialgleichung {\displaystyle y'(x)={\frac {\mathrm {d} y}{\mathrm {d} x}}=f(x,y),\quad y(a)=y_{a}} unter Voraussetzung der Lipschitz-Bedingung (s. u.) in einer gewissen Umgebung von {\displaystyle a} eindeutig gelöst werden kann. Die Größe dieser Umgebung hängt dabei stark von der rechten Seite {\displaystyle f(x,y)} ab.
2. Die globale Version besagt, dass ein solches Anfangswertproblem, das auf einem senkrechten Streifen {\displaystyle (x,y)\in [a,e]\times \mathbb {R} ^{n}} eine globale Lipschitz-Bedingung erfüllt, auf dem gesamten Intervall {\displaystyle [a,e]} eine eindeutige Lösung besitzt.

Besitzt man erst einmal eine (lokale) Lösung, kann man aus dieser in einem zweiten Schritt auf die Existenz einer nicht-fortsetzbaren Lösung schließen. In dieser Hinsicht ist der Satz von Picard-Lindelöf der erste Schritt für die Existenztheorie einer Differentialgleichung.
Bemerkung zur theoretischen Einbettung: Im Sinne einer möglichst knappen Darstellung ist es ausreichend, aus der Stetigkeit der rechten Seite {\displaystyle f(x,y)} mit dem Satz von Peano auf die Existenz von (möglicherweise mehreren) maximalen Lösungen zu schließen und mit der gronwallschen Ungleichung auf die Eindeutigkeit der Lösung. Dieser Weg wird in einführenden Kursen meist nicht gewählt, da der Satz von Peano auf dem Satz von Arzelà-Ascoli aufbaut, während der Satz von Picard-Lindelöf mit wesentlich elementareren Mitteln, wie dem Fixpunktsatz von Banach, bewiesen werden kann.

## Problemstellung
Sei {\displaystyle E=\mathbb {R} ^{n}} oder {\displaystyle E=\mathbb {C} ^{n}} oder sei allgemeiner {\displaystyle E} ein reeller Banachraum. Im einfachsten Fall ist {\displaystyle E=\mathbb {R} }. Es lassen sich alle Aussagen, die in diesem einfachsten Fall getroffen und bewiesen werden, durch einfache Änderung der Notation auf den allgemeinen Fall übertragen. Es müssen dazu nur {\displaystyle \mathbb {R} }, {\displaystyle |\cdot |} durch {\displaystyle E} bzw. {\displaystyle \|\cdot \|} ersetzt werden, d. h. der Absolutbetrag durch die Norm des Banachraumes.
Eine Differentialgleichung für eine Funktion mit Werten in {\displaystyle E} ist eine Gleichung der Form {\displaystyle y'(x)=f(x,y(x))}. Die Funktion {\displaystyle f} der rechten Seite ist dabei auf einem (offenen) Gebiet {\displaystyle G\subset \mathbb {R} \times E} definiert und hat Werte in {\displaystyle E}, d. h. {\displaystyle f\colon G\to E}.
Oft wird der Definitionsbereich {\displaystyle G} in Form eines vertikalen Streifens vorausgesetzt, dann ist {\displaystyle G=(a,b)\times E}.
Eine stetig differenzierbare Funktion {\displaystyle y\colon I\to E} für ein Intervall {\displaystyle I\subset \mathbb {R} } ist eine (lokale) Lösung der Differentialgleichung, wenn für alle {\displaystyle x\in I} sowohl {\displaystyle (x,y(x))\in G} als auch {\displaystyle y'(x)=f(x,y(x))} gelten.
Die Frage ist nun, ob sich bei Vorgabe eines Punktes {\displaystyle (x_{0},y_{0})\in G} eine lokale Lösung der Differentialgleichung finden lässt, deren Definitionsbereich {\displaystyle x_{0}} enthält und die gleichzeitig {\displaystyle y(x_{0})=y_{0}} erfüllt.

## Der Satz in seinen Versionen
Die Voraussetzungen der Satzversionen sind immer die Stetigkeit der rechten Seite und das Bestehen einer Lipschitz-Bedingung. Diese Lipschitz-Bedingung wird oft als „lokale Lipschitz-Stetigkeit in der zweiten Variablen“ beschrieben.

### Globale und lokale Lipschitz-Bedingung
Definition: Seien {\displaystyle U\subset \mathbb {R} \times E} und {\displaystyle f\colon U\to E} gegeben. Es wird gesagt, dass {\displaystyle f} eine (globale) Lipschitz-Bedingung auf {\displaystyle U} in der zweiten Variablen erfüllt, wenn es eine Konstante {\displaystyle L\geq 0} gibt, sodass für jedes {\displaystyle x\in \mathbb {R} } und Punkte {\displaystyle y_{1},y_{2}\in E} mit {\displaystyle (x,y_{1}),(x,y_{2})\in U} die Ungleichung
{\displaystyle \|f(x,y_{1})-f(x,y_{2})\|\leq L\|y_{1}-y_{2}\|}
gilt.
Definition: Seien {\displaystyle G\subset \mathbb {R} \times E} und {\displaystyle f\colon G\to E} gegeben. Es wird gesagt, dass {\displaystyle f} eine lokale Lipschitz-Bedingung auf {\displaystyle G} in der zweiten Variablen erfüllt, wenn es für jeden Punkt {\displaystyle (x,y)\in G} eine Umgebung {\displaystyle (x,y)\in U\subset G} gibt, auf der die Einschränkung von {\displaystyle f} auf {\displaystyle U} eine (globale) Lipschitz-Bedingung erfüllt.
Bemerkungen:
- Die Umgebung {\displaystyle U} der lokalen Lipschitz-Bedingung kann immer als Kugel bzw. Zylinder {\displaystyle [x-\delta ,x+\delta ]\times B(y,\delta )} gewählt werden, da es in jeder offenen Menge eine Teilmenge dieser Gestalt für jeden ihrer Punkte geben muss. Darin bezeichnet {\displaystyle B(y,\delta ):=\{z\in E\ |\ \|z-y\|<\delta \}} die offene Kugel um {\displaystyle y} mit Radius {\displaystyle \delta }.
- Jede stetig partiell nach der zweiten Variablen differenzierbare Funktion mit konvexem Definitionsbereich erfüllt auch eine lokale Lipschitz-Bedingung in der zweiten Variablen, da nach dem Mittelwertsatz

{\displaystyle \|f(x,y_{2})-f(x,y_{1})\|\leq \sup _{t\in [0,1]}\|\partial _{y}f{\bigl (}x,y_{1}+t(y_{2}-y_{1}){\bigr )}\|\cdot \|y_{2}-y_{1}\|}
mit einer geeigneten Norm der Ableitung gilt. Als stetige Funktion ist die Norm der Ableitung lokal beschränkt, woraus die Lipschitz-Bedingung in der zweiten Variablen folgt.

## Lokale Version des Satzes von Picard-Lindelöf
Sei {\displaystyle E} ein Banachraum, {\displaystyle G\subset \mathbb {R} \times E}, {\displaystyle y_{0}\in E,R>0} mit {\displaystyle [a,b]\times {\overline {B}}(y_{0},R)\subset G} und {\displaystyle f\colon G\to E} stetig und lokal Lipschitz-stetig in der zweiten Variablen. Hierin bezeichnet
{\displaystyle {\overline {B}}(y_{0},R):=\{z\in E\ |\ \|z-y_{0}\|\leq R\}}
die abgeschlossene Kugel um {\displaystyle y_{0}} mit Radius {\displaystyle R}. Ist
{\displaystyle M:=\max\{\|f(x,y)\|\ |\ (x,y)\in [a,b]\times {\overline {B}}(y_{0},R)\}}
und
{\displaystyle \alpha :=\min \left\{b-a,{\frac {R}{M}}\right\},}
dann existiert genau eine Lösung des Anfangswertproblems
{\displaystyle y'=f(x,y),\quad y(a)=y_{0}}
auf dem Intervall {\displaystyle [a,a+\alpha ]}; sie hat Werte in {\displaystyle {\overline {B}}(y_{0},R)}.

## Globale Version des Satzes von Picard-Lindelöf
Es sei {\displaystyle E} ein Banachraum und {\displaystyle f\colon [a,b]\times E\to E} eine stetige Funktion, die eine globale Lipschitz-Bedingung bezüglich der zweiten Variablen erfüllt. Dann gibt es zu jedem {\displaystyle y_{0}\in E} eine globale Lösung {\displaystyle y\colon [a,b]\to E} des Anfangswertproblems
{\displaystyle y'=f(\cdot ,y),\quad y(a)=y_{0}}.
Es gibt keine weiteren (lokalen) Lösungen.